# Lădești (gmina)
Lădești – gmina w Rumunii, w okręgu Vâlcea. Obejmuje miejscowości Cermegești, Chiricești, Ciumagi, Dealu Corni, Găgeni, Lădești, Măldărești, Olteanca, Păsculești i Popești. W 2011 roku liczyła 2036 mieszkańców.